# Syed Kamall
Syed Salah Kamall (Islington, 15 februari 1967) was een Brits Europarlementslid van 2005 tot 2019. Van 2013 tot 2014 was hij fractievoorzitter van de Europese Conservatieven en Hervormers.

## Biografie

### Jeugd
Kamall werd geboren in een moslimfamilie in Islington, een boroughs van Londen. Zijn vader migreerde in de jaren '50 van Guyana naar Londen. Kamall liep school in de Latymer School te Edmonton. Later promoveerde hij aan de University of Liverpool, en haalde hij zijn Master of Sciences aan de London School of Economics en zijn PhD aan de City University London.
Professioneel was hij o.a. actief bij de National Westminster Bank als systeemanalist. Later begon hij een academische carrière aan achtereenvolgens: Bath University, School of Management (1994–1996) en Leeds University Business School (1996–1997). Hierna werd hij werd associate-director/consultant van Omega Partners (1997–2001) en consultant bij SSK Consulting (2001–2005). Hij werkte als bedrijfsconsulent voor marketing, strategie en public affairs. In 2003 begon hij met een diversity recruitment business. Hij is medestichter van de Global Business Research Institute (GBRI).

### Politiek

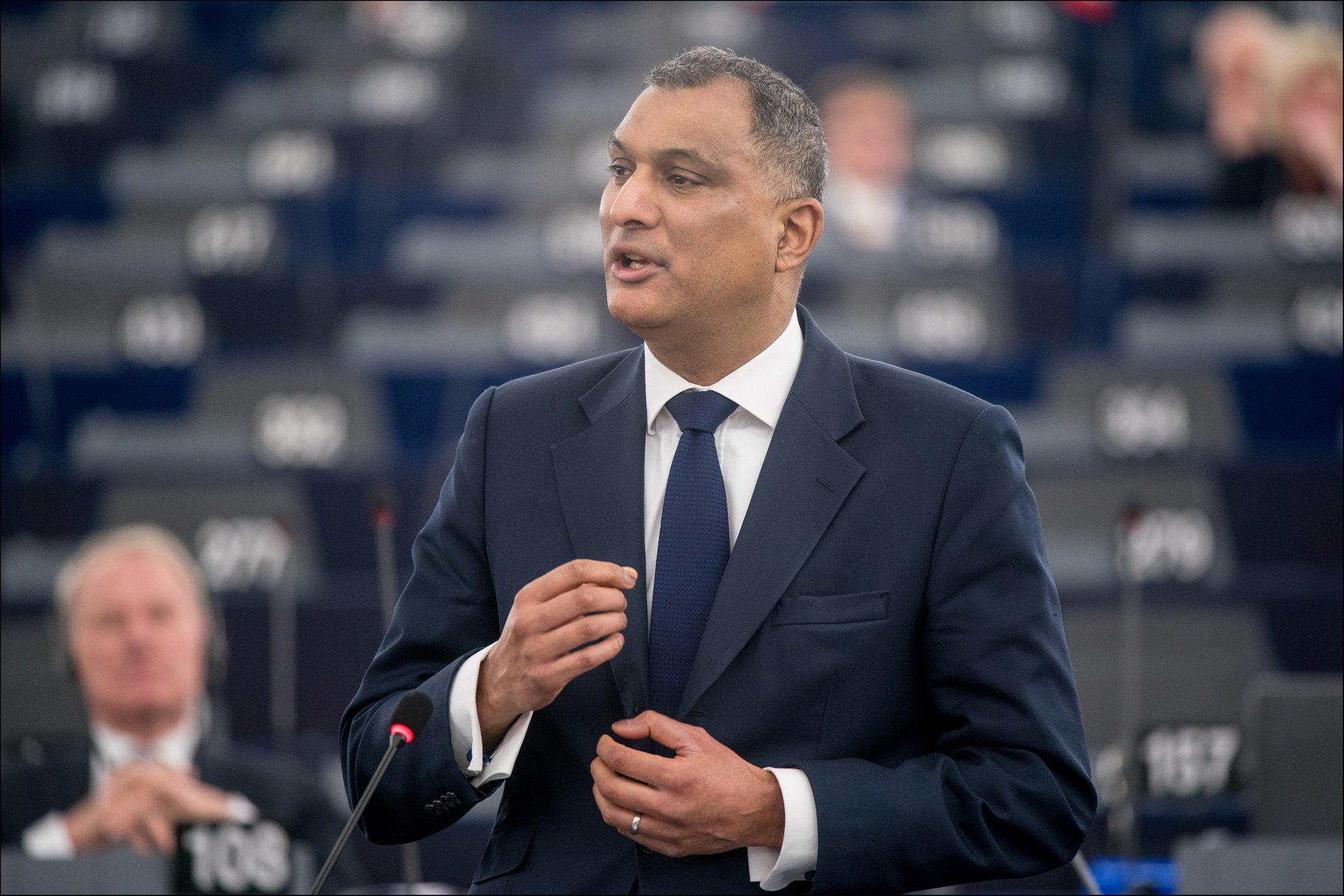
Kamall (2019)

Kamall werd lid van de Conservative Party in 1987. Hij bekleedde in de loop der jaren verschillende functies binnen de partij: Chairman bij Stockwell Ward Vauxhall Conservative Association, Hon. Secretary Bath Conservative Association CPC, Chairman bij Eccleston Ward, Chairman bij Eccleston/Churchill CPC: Cities of London and Westminster, en Executive Member voor London Eastern Area Committee.
De eerste verkiezingen waar hij aan deelnam waren de verkiezingen voor de London Assembly, in mei 2000. Hij werd echter niet verkozen. Een jaar later was Kamall kandidaat voor het zitje van West Ham in het Lagerhuis, hij werd echter weer niet verkozen. Voor de Europese verkiezingen van 2004 stond Kamall vierde op de conservatieve lijst voor Londen. Voor Londen konden er acht personen verkozen worden, de Conservatieven wonnen echter slechts drie zitjes. Maar omdat Theresa Villiers in 2005 verkozen werd voor het Lagerhuis kwam Kamall als opvolger terecht in het Europees parlement.

## Publicaties
- EU Telecommunications Policy.
- Management in China: The Experience of Foreign Businesses.
- Trade and Investment in China: The European Experience.
- Political and Economic Relations Between Asia and Europe: New Challenges in Economics and Management.

Hij schreef artikels in Management International Review en Transnational Corporations.